# 帕勒斯坦鎮區 (堪薩斯州索姆奈縣)
帕勒斯坦鎮區（英語：Palestine Township）為美國堪薩斯州索姆奈縣轄下的鎮區。2010年美国人口普查中此鎮區人口有230人。

## 地理
帕勒斯坦鎮區涵蓋總面積為73.5平方（28.36平方英里），其中陸地面積為72.5平方（28.01平方英里），水域面積為0.91平方（0.35平方英里）或1.23%。

## 人口統計
根據2010年美國人口普查，帕勒斯坦鎮區人口有230人，其中男性有122人，女性有108人，人口密度為每平方公里3.13人，住房計88戶。鎮區內的白人有212人，非裔美國人有6人，美洲原住民有2人，亞裔美國人有0人，太平洋島裔美國人有0人，其他種族有0人，混血種族則有10人。此外鎮區內有2人為西班牙裔或拉丁裔美國人。此鎮區之年齡中位數為40.6歲，而男性年齡中位數為42.0歲，女性年齡中位數為40.0歲。

## 交通

### 主要公路
- 55號堪薩斯州州道